# Sentier international Frassati de Pollone
Le Sentier international Frassati de Pollone est un des sentiers dédiés au bienheureux Pier Giorgio Frassati en Piémont.
Il part du village de Pollone, lieu d'origine de la famille Frassati, où le bienheureux allait en vacances, et arrive jusqu'à l'autel qu'on lui a consacré sur le Mont Muanda.

## Historique
Pour l'année sainte 2000 fut inauguré le sentier que le bienheureux Pier Giorgio Frassati empruntait pour rejoindre le Sanctuaire d'Oropa, en partant de la villa de sa famille à Pollone.
Ce sentier monte sur le Mont Muanda jusqu'au pied du Mont Mucrone, où, sur un coteau (dit Poggio Frassati), on a bâti un autel. 
Le long du chemin il y a des panneaux avec des citations des pensées du bienheureux.